# Tomer Ben-Yosef
Tomer Ben Yosef (hebreo: תומר בן יוסף) (nació el 2 de septiembre de 1979) es un futbolista israelí que actúa de defensa central y milita actualmente en el Hapoel Tel Aviv FC.
Empezó jugando en la cantera Maccabi Petah Tikva (donde coincidió con compañeros de selección como Gal Alberman y Omer Golan) y más tarde saltó al primer equipo donde ganó una Toto Cup, logró un subcampeonato de liga y otro de copa.
En 2005 Ben Yosef fue traspasado al Beitar Jerusalén, y un año después trajeron a un experimentado y gran central como es Arik Benado, lo cual no significó que Ben Yosef perdiera su sitio en el equipo.
Tomer Usach jugador de rugby, football, tenis y básquet.Juega en Trust

## Selección nacional
Ha sido internacional con la Selección de fútbol de Israel, ha jugado 7 partidos internacionales.

## Clubes
| Club                   | País   | Año       |
| ---------------------- | ------ | --------- |
| Maccabi Petah Tikva FC | Israel | 1999-2005 |
| Beitar Jerusalem FC    | Israel | 2005-2012 |
| Hapoel Tel Aviv FC     | Israel | 2012-     |